# 3261 Твардовський
3261 Твардовський (3261 Tvardovskij) — астероїд головного поясу, відкритий 22 вересня 1979 року.
Тіссеранів параметр щодо Юпітера — 3,279.
За прізвищем російського поета Олександра Твардовського.